# Huliyar Ramenakoppa, Bhadravati
Huliyar Ramenakoppa là một làng thuộc tehsil Bhadravati, huyện Shimoga, bang Karnataka, Ấn Độ.